# Geophis godmani
Geophis godmani este o specie de șerpi din genul Geophis, familia Colubridae, descrisă de Boulenger 1894. Conform Catalogue of Life specia Geophis godmani nu are subspecii cunoscute.